# Fusillades & Lamentations
Fusillades & Lamentations (deutsch „Schießereien und Klagelieder“) ist ein Jazzalbum des Wally Shoup Trio. Die am 24. März 2002 im Studio von Jack Straw Productions in Seattle entstandenen Aufnahmen erschienen am 4. März 2003 auf Leo Records.

## Hintergrund
Der Altsaxophonist Wally Shoup bekam 2002 erstmals Gelegenheit, ein Album für das in London ansässige Label Leo Records von Leo Feigin einzuspielen, nachdem er zuvor lediglich auf Kleinstlabels im Raum Seattle vertreten war, notierte Alan Jones. Shoup nahm das Album mit dem Bassisten Reuben Radding und dem Schlagzeuger Bob Rees auf. In gleicher Besetzung entstand im November 2003 das Album Blue Purge.

## Titelliste
- Wally Shoup Trio: Fusillades & Lamentations (Leo Records CD LR 364)[2]

1. The Sacrificial Lion 12:42
2. Peloria 6:20
3. CorkSkrewed 2:46
4. Black Tusk 9:16
5. Lament 8:15
6. The Slammer 10:50
7. Laying Low 7:33
8. Kiss Off 6:26

Die Kompositionen stammen von Wally Shoup, Bob Rees und Reuben Radding.

## Rezeption
Bei einem Großteil von Fusillades and Lamentations hätten Shoup und Co. großartige Musik gemacht, die davon profitiere, eine lockere Struktur beizubehalten und dies in dem unaufdringlichen Bemühen aufrechtzuerhalten, etwas auszudrücken, schrieb Alan Jones im Dusted.